# Willy Trepp
Willy Trepp (Vicosoprano, Grisons, 13 d'abril de 1934) va ser un ciclista suís que va ser professional entre 1960 i 1966. Els seus principals resultats els aconseguí en la pista o va guanyar tres medalles als Campionats del món.

## Palmarès en ruta
- 1961
  - 1r al Tour dels quatre cantons

### Resultats al Tour de França
- 1960. Abandona (2a etapa)

## Palmarès en pista
- 1959
  -  Campió de Suïssa amateur en persecució
- 1960
  -  Campió de Suïssa amateur en persecució
- 1961
  -  Campió de Suïssa amateur en persecució